# František Burant
František Burant (13. února 1924 Železná u Berouna – 17. července 2001 Praha) byl český sklář a grafik.

## Životopis
Za války pracoval jako úředník v pivovaru nebo dělník ve slévárně a textilce. Až po válce mohl vystudovat Státní grafickou školu a VŠUP v Praze (prof. Kaplický). Na VŠUP působil jako asistent pro obor sklářského výtvarnictví 1951-1960, v roce 1967 se s rodinou přestěhoval do Prahy, od roku 1969 se stal docentem na VŠUP, pověřen vedením figurálního a všeobecného kreslení pro plastické obory a od r. 1982 profesorem, pověřen vedením figurálního kreslení pro plastické obory. Kromě sklářské tvorby se věnoval grafice a ilustracím.
Byl členem skupiny UB 12 (původně nazývané 14 UB podle počtu členů) společně s těmito osobnostmi: Václav Bartovský, Václav Boštík, Vladimír Janoušek, Věra Janoušková, Jiří John, Stanislav Kolíbal, Jiří Mrázek, Daisy Mrázková, Vlasta Prachatická, Oldřich Smutný, Adriena Šimotová, Alois Vitík a Jiří Šetlík. Roku 1962 se přidala Alena Kučerová a o dva roky později Jaromír Zemina.
Jádro budoucí skupiny se začalo formovat již v 50. letech 20. století kolem Václava Bartovského. Tvořil je okruh výtvarníků a výtvarnic, kteří studovali na VŠUP, jako Mrázek, Jiří John, Adriena Šimotová, Stanislav Kolíbal, Vlasta Prachatická.
Druhou klíčovou osobností stojící u zrodu UB 12 byl Václav Boštík, v jehož ateliéru se v roce 1953 konala výstava děl Stanislava Kolíbala, Jiřího Mrázka, Daisy Mrázkové, Jiřího Johna a Adrieny Šimotové. Prvním veřejným vystoupením ještě před ustavením skupiny byla výstava v Alšově síni roku 1957, které se zúčastnili Burant, Kolíbal, Prachatická, John a Šimotová. V té době však byla skupina ještě stále součástí SČVU. Osamostatnila se až v roce 1961.), později SČUG Hollar a SVU Mánes.
Jeho díla jsou ve sbírkách NG Praha, GHMP, v krajských GVU aj. Uměleckoprůmyslové museum v Praze a v zahraničí (ve Švýcarsku, Rakousku, Polsku, Velké Británii, Německu, Švédsku, Indii a dalších zemích).

## Samostatné výstavy
- 1962, 1974 Praha, Galerie Fronta
- 1976 NSR Galerie Allersberg
- 1985 Praha, Galerie V. Špály,
- 1986 Zlín, GVU, DU,
- 1989 Ostrava,
- 1992 Praha, Galerie Hollar.

## Skupinové výstavy
- 1961 Realizace, Galerie Václava Špály, Praha
- 1962 Tvůrčí skupina UB 12, Galerie Československý spisovatel, Praha
- 1964 Tvůrčí skupina UB 12, Dům umění, Gottwaldov (Zlín)
- 1964 Tvůrčí skupina UB 12, Galerie Nová síň, Praha
- 1965 UB 12, Dům umění města Brna
- 1967 Socha a kresba, Mánes, Praha
- 1991 UB 12, Art Galerie, Žďár nad Sázavou
- 1994 UB 12, Galerie moderního umění v Roudnici nad Labem
- 1994 UB 12, Oblastní galerie Vysočiny v Jihlavě
- 1994 UB 12, Galerie umění Karlovy Vary
- 2007 UB 12, České muzeum hudby, Praha

## Realizace (výběr)
- 1958 mozaika pro čs. pavilón na Světové výstavě Brusel,
- 1965 dvě vitráže pro krematorium Ostrava,
- 1967 vitráž pro čs. pavilón na Světové výstavě Montreal,
- 1979 dělicí stěny do reprezentačních salónků Paláce kultury Praha aj.

## Ilustrace
- Hudba na náměstí, Jindřich Hořejší, 1983, 124 s., Československý spisovatel, Praha
- Slunce je můj odznak, Jevgenij Vinokurov, 1975, 88 s., Lidové nakladatelství, Praha
- Plutarchos, Přátelé a pochlebníci, 1970, Odeon, Praha
- Balady, Jiří Mahen, 1963, SNKLU, Praha
- Karneval, Lorenzo Medicejský, 1979, Odeon, Praha